# پتر سوچیک
پتر سوچیک (انگلیسی: Petr Ševčík؛ زادهٔ ۴ مهٔ ۱۹۹۴) بازیکن فوتبال اهل جمهوری چک است.
از باشگاه‌هایی که در آن بازی کرده‌است می‌توان به باشگاه فوتبال سیگما اولوموتس و باشگاه فوتبال اسلوان لیبرتس اشاره کرد.
وی همچنین در تیم‌های ملی فوتبال زیر ۲۱ سال جمهوری چک، و جمهوری چک بازی کرده‌است.